# تاووروور
تاووروور (به انگلیسی: Tavurvur) یک آتشفشان فعال است که در پاپوآ گینه‌نو قرار دارد. علت معروف بودن این کوه فوران‌های متعددش است. از فوران‌های مشهور آن می‌توان به فوران سال ۱۹۳۷ اشاره کرد که ۵۰۷ نفر را کشت.

## نگارخانه

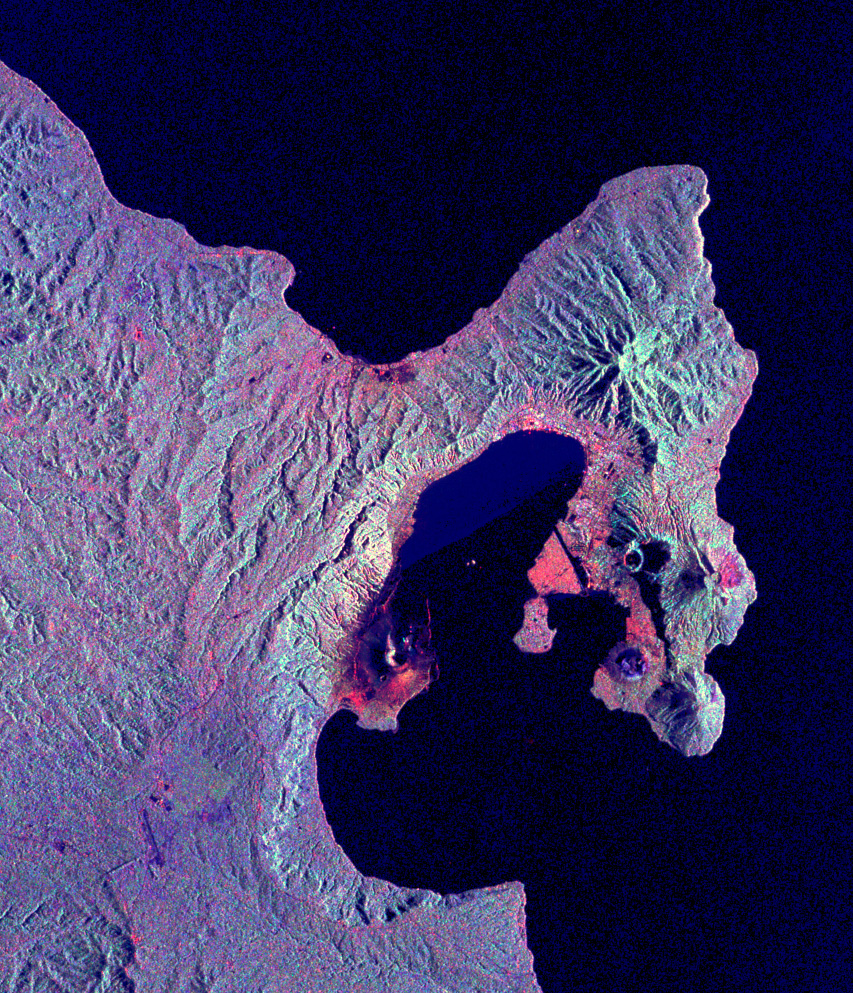
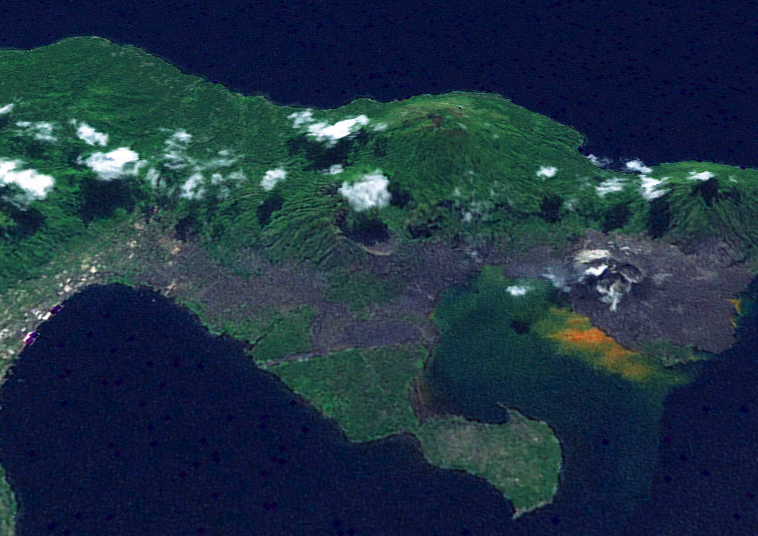
تاووروور از فضا
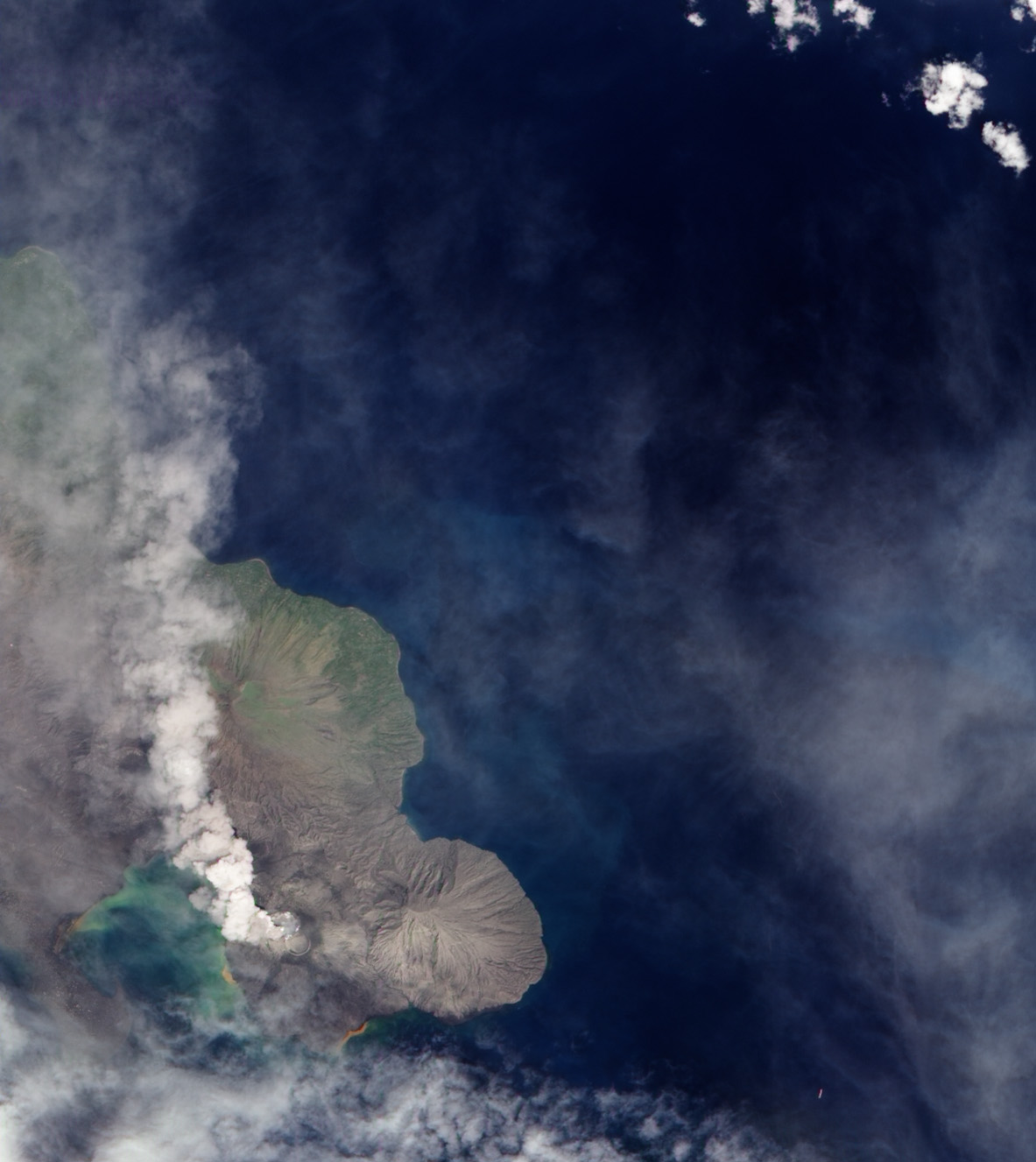
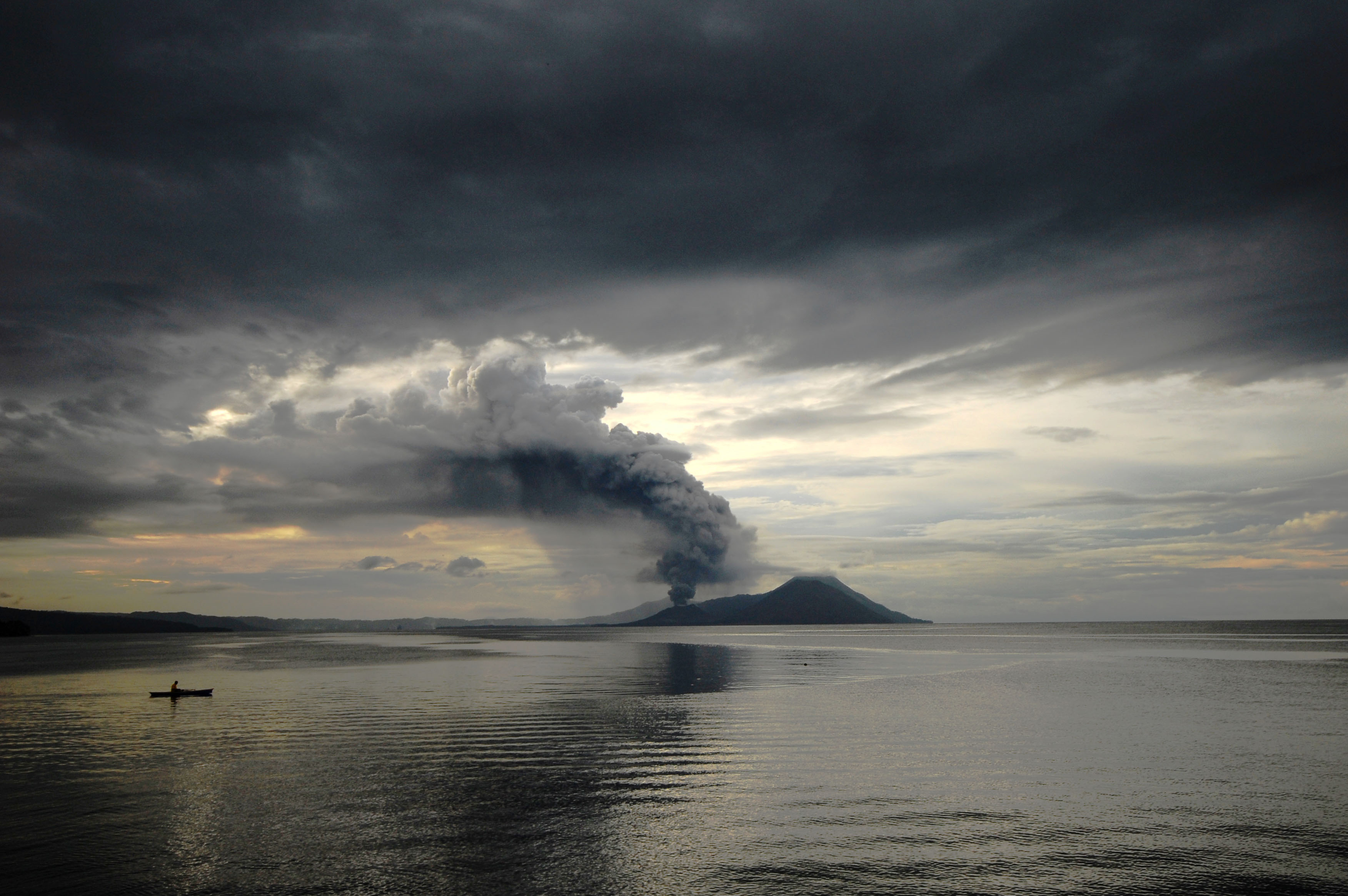